# Fellegi István (labdarúgó)
Fellegi István, Ferpász (Dorog, 1937. július 21. – 2018. január 27.) magyar labdarúgó, az Dorogi FC Örökös Tagja, okleveles bányagépész és bánya-villamossági üzemmérnök. A Dorogi Bányász egykori kiváló játékosa, akit csapattársával, Prohászka Jánossal a világ egyik legjobb fedezetpárosaként tartottak számon az 1960-as években.

## Életrajzi adatok
Eredeti nevét labdarúgó-pályafutásának kezdetén változtatta Fellegire. Hivatását tekintve okleveles bányagépész és bánya-villamossági üzemmérnök. Diplomáit a Nehézipari Műszaki Egyetem Bányamérnöki és Üzemmérnöki Karán szerezte. A Dorogi Szénbányák Brikettüzemének üzemrészleg-vezetője volt. 
Labdarúgó-pályafutását a Dorogi Bányász kölyökcsapatában kezdte az 1950-es évek elején. A felnőttcsapatban a Szeged elleni 2:0-s dorogi győzelmet hozó mérkőzésen mutatkozott be 1957-ben. Tehetsége hamar megmutatkozott. Hamarosan utánpótlás válogatott, valamint az NB I-es dorogi csapat stabil tagja lett. 
Az idők során a fedezet poszton Prohászka Jánossal kivételes párost alkottak, akiknél aligha volt kiválóbb még világviszonylatban sem. Nem csak hatékonyan játszottak, de technikájukkal is ámulatban ejtették a szakembereket. A híres páros azonban nem csak a labdarúgópályán volt elválaszthatatlan, hanem a magánéletben is nagyon jó barátok voltak, ráadásul közvetlen szomszédok Dorogon, a Rákóczi úton.

## Sportsikerei
1957–1968 között 208 alkalommal szerepelt a dorogi csapatban. Tagja volt minden idők legjobb dorogi csapatának, a Dorogi Aranycsapatnak. Vidék legjobbja címet nyert 1963-ban. Az év legjobb játékosa címet kapta posztján 1962-ben. Szerepelt a legendás Húsvét Kupán Brüsszelben, ahol a dorogiak kupagyőztes lettek, megelőzve olyan világhírű csapatokat, mint az Anderlecht, a Juventus vagy a Bayern München, valamint a Rappan Kupában. 2001-ben a Dorogi FC Örökös Tagja címmel tüntették ki.

## Kitüntetések
- Kiváló Dolgozó
- Bányászat Kiváló Dolgozója
- Bányászati Érdemérem arany fokozat.